# Vladislav Kamilov
Bản mẫu:Eastern Slavic name
Vladislav Georgiyevich Kamilov (tiếng Nga: Владислав Георгиевич Камилов; sinh ngày 29 tháng 8 năm 1995) là một tiền vệ bóng đá người Nga. Anh thi đấu cho F.K. Shinnik Yaroslavl.

## Sự nghiệp câu lạc bộ
Anh có màn ra mắt tại Russian Second Division cho F.K. Dynamo Barnaul vào ngày 22 tháng 4 năm 2013 trong trận đấu với FC Yakutiya Yakutsk.